# Норбутас, Миндаугас
Миндаугас Норбутас (лит. Mindaugas Norbutas; род. 24 августа 1976, Кельмеский район) — литовский легкоатлет, специалист по бегу на средние дистанции. Выступал на профессиональном уровне в 1996—2012 годах, многократный победитель и призёр первенств национального значения, участник летних Олимпийских игр в Афинах.

## Биография
Миндаугас Норбутас родился 24 августа 1976 года в деревне Вайгува Кельмеского района Литовской ССР.
Впервые заявил о себе на международном уровне в сезоне 1996 года, когда вошёл в состав литовской сборной и выступил во второй лиге Кубка Европы в Таллине, где в эстафете 4 × 100 метров стал шестым.
В 2000 году на чемпионате Литвы в Каунасе превзошёл всех соперников в беге на 800 метров и завоевал золотую награду.
В 2001 году принял участие в Играх франкофонов в Оттаве, не сумев преодолеть предварительный квалификационный этап 800-метровой дисциплины.
В 2002 году в беге на 800 метров был лучшим на зимнем и летнем чемпионатах Литвы в Каунасе.
В 2003 году защитил титул национального чемпиона на 800-метровой дистанции, при этом на соревнованиях в немецком Куксхафене установил свой личный рекорд на открытом стадионе — 1:46.64. Также отметился выступлением на чемпионате мира в Париже, в финал здесь не вышел.
Благодаря череде удачных выступлений в 2004 году удостоился права защищать честь страны на летних Олимпийских играх в Афинах — на предварительном квалификационном этапе бега на 800 метров показал результат 1:47.38, чего оказалось недостаточно для выхода в полуфинальную стадию соревнований.
После афинской Олимпиады Норбутас остался действующим спортсменом и продолжил принимать участие в крупнейших легкоатлетических стартах. Так, в 2005 году он выиграл дисциплины 800 и 1500 метров на зимнем и на летнем чемпионатах Литвы в Каунасе.
На чемпионате Литвы 2011 года в Каунасе в беге на 800 метров взял бронзу.
Завершил спортивную карьеру по окончании сезона 2012 года.